# 京都府道487号老富舞鶴線
京都府道487号老富舞鶴線（きょうとふどう487ごう おいとみまいづるせん）は、京都府綾部市から舞鶴市に至る一般府道である。

## 概要
綾部市老富町から舞鶴市字行永に至る。
綾部市と舞鶴市の市境（胡麻峠）は未開通区間となっている。

### 路線データ
- 起点：綾部市老富町（老富交差点、福井県道・京都府道1号小浜綾部線交点）
- 終点：舞鶴市字行永（亀岩交差点、京都府道51号舞鶴和知線交点）

## 地理

### 通過する自治体
- 京都府
  - 綾部市 - 舞鶴市

### 交差する道路
| 交差する道路                    | 市町村名 | 交差する場所 | 交差する場所      |
| ------------------------------- | -------- | ------------ | ----------------- |
| 福井県道・京都府道1号小浜綾部線 | 綾部市   | 老富町       | 老富交差点 / 起点 |
| 未開通区間                      |          |              |                   |
| 京都府道51号舞鶴和知線          | 舞鶴市   | 字行永       | 亀岩交差点 / 終点 |

### 沿線
- 日尾池姫神社
- 報恩寺
- 舞鶴市立与保呂小学校
- 与保呂川
- 日尾神社
- 舞鶴常郵便局
- 坪倉工業

### 峠
- 胡麻峠（綾部市 - 舞鶴市）